# Newry and Armagh (circonscription du Parlement britannique)
Newry and Armagh est une circonscription électorale britannique située en Irlande du Nord.